# Пешечный штурм
Пе́шечный штурм — атака с помощью пешек. Применяется главным образом с целью разрушения позиции неприятельского короля и создания матовых угроз.

## Факторы эффективности
Результат пешечного штурма во многом зависит от ряда сопутствующих факторов: 
- Расположение фигур.
- Наличие полуоткрытых линий. Они используются для атаки тяжёлых фигур на слабости и фигуры противника.
- Степени продвинутости собственных пешек. Чем более продвинуты пешки, тем острее позиция.
- Прочность центра. Владение центром и его закрытость способствуют проведению штурма.
- Расположения пешек соперника на атакуемом участке. Выдвинутые пешки в позиции рокировки служат естественными мишенями для атаки. В то же время труднее вести пешечный штурм, когда пешки соперника находятся на начальных позициях. В этом случае он нередко сопровождается позиционной жертвой пешек.
- Возможность у соперника контригры. Чем больше такой возможности, тем рискованнее становится проведение пешечного штурма.

## Применение

### При разносторонних рокировках
При разносторонних рокировках чаще возникает возможность проведения обоюдных пешечных штурмов, чем при односторонних. Причина в том, что, если при односторонних рокировках, наступление пешек ослабляет позиции собственного короля, то при разносторонних такого не происходит.
Решающим фактором становится время: кто путём продвижения своих пешек первый сможет создать угрозы, тот окажется в выгодной позиции, так как второй стороне придётся прекратить своё наступления и начать осуществления оборонительных действий.

### На ферзевом фланге
Обычно пешечный штурм проводят на королевском фланге как один из этапов стратегического плана атаки на короля. Однако не менее эффективно этот приём может применяться и на ферзевом фланге. Как яркий тому пример — атака пешечного меньшинства.

### В дебюте
Идея пешечного штурма положена в основу ряда дебютных систем, например системы Земиша в староиндийской защите.

## Пример
Типичный пешечный штурм демонстрирует партия Видмар — Тарраш.
В позиции на диаграмме у белых есть все основания для начала атаки пешек: выдвинутая вперед пешка h6 ослабляет пешечное прикрытие чёрного короля, слон на f6 имеет стеснённую позицию, у чёрных нет контригры в центре.
 18. g4 Kpf8
 19. h4 Kg8
 20. g5 hg
 21. hg Ce7
 22. Ke5
Пешечный штурм оказался удачным: положение короля чёрных заметно ухудшилось, чёрный конь отброшен на g8, где не имеет ни единого хода, центр белых усилился конём на е5, через открытую вертикаль h 
может произойти вторжение тяжёлых фигур.
|   | a | b | c | d | e | f | g | h |   |
| - | --- | --- | --- | --- | --- | --- | --- | --- | - |
| 8 | a8 чёрная ладья · c8 чёрный слон · d8 чёрная ладья · g8 чёрный король · a7 чёрный ферзь · b7 чёрная пешка · e7 чёрный конь · f7 чёрная пешка · g7 чёрная пешка · a6 чёрная пешка · e6 чёрная пешка · f6 чёрный слон · h6 чёрная пешка · d5 чёрный конь · b4 белая пешка · c4 белый слон · d4 белая пешка · e4 белый конь · a3 белая пешка · d3 белый ферзь · e3 белый слон · f3 белый конь · f2 белая пешка · g2 белая пешка · h2 белая пешка · c1 белая ладья · d1 белая ладья · g1 белый король | a8 чёрная ладья · c8 чёрный слон · d8 чёрная ладья · g8 чёрный король · a7 чёрный ферзь · b7 чёрная пешка · e7 чёрный конь · f7 чёрная пешка · g7 чёрная пешка · a6 чёрная пешка · e6 чёрная пешка · f6 чёрный слон · h6 чёрная пешка · d5 чёрный конь · b4 белая пешка · c4 белый слон · d4 белая пешка · e4 белый конь · a3 белая пешка · d3 белый ферзь · e3 белый слон · f3 белый конь · f2 белая пешка · g2 белая пешка · h2 белая пешка · c1 белая ладья · d1 белая ладья · g1 белый король | a8 чёрная ладья · c8 чёрный слон · d8 чёрная ладья · g8 чёрный король · a7 чёрный ферзь · b7 чёрная пешка · e7 чёрный конь · f7 чёрная пешка · g7 чёрная пешка · a6 чёрная пешка · e6 чёрная пешка · f6 чёрный слон · h6 чёрная пешка · d5 чёрный конь · b4 белая пешка · c4 белый слон · d4 белая пешка · e4 белый конь · a3 белая пешка · d3 белый ферзь · e3 белый слон · f3 белый конь · f2 белая пешка · g2 белая пешка · h2 белая пешка · c1 белая ладья · d1 белая ладья · g1 белый король | a8 чёрная ладья · c8 чёрный слон · d8 чёрная ладья · g8 чёрный король · a7 чёрный ферзь · b7 чёрная пешка · e7 чёрный конь · f7 чёрная пешка · g7 чёрная пешка · a6 чёрная пешка · e6 чёрная пешка · f6 чёрный слон · h6 чёрная пешка · d5 чёрный конь · b4 белая пешка · c4 белый слон · d4 белая пешка · e4 белый конь · a3 белая пешка · d3 белый ферзь · e3 белый слон · f3 белый конь · f2 белая пешка · g2 белая пешка · h2 белая пешка · c1 белая ладья · d1 белая ладья · g1 белый король | a8 чёрная ладья · c8 чёрный слон · d8 чёрная ладья · g8 чёрный король · a7 чёрный ферзь · b7 чёрная пешка · e7 чёрный конь · f7 чёрная пешка · g7 чёрная пешка · a6 чёрная пешка · e6 чёрная пешка · f6 чёрный слон · h6 чёрная пешка · d5 чёрный конь · b4 белая пешка · c4 белый слон · d4 белая пешка · e4 белый конь · a3 белая пешка · d3 белый ферзь · e3 белый слон · f3 белый конь · f2 белая пешка · g2 белая пешка · h2 белая пешка · c1 белая ладья · d1 белая ладья · g1 белый король | a8 чёрная ладья · c8 чёрный слон · d8 чёрная ладья · g8 чёрный король · a7 чёрный ферзь · b7 чёрная пешка · e7 чёрный конь · f7 чёрная пешка · g7 чёрная пешка · a6 чёрная пешка · e6 чёрная пешка · f6 чёрный слон · h6 чёрная пешка · d5 чёрный конь · b4 белая пешка · c4 белый слон · d4 белая пешка · e4 белый конь · a3 белая пешка · d3 белый ферзь · e3 белый слон · f3 белый конь · f2 белая пешка · g2 белая пешка · h2 белая пешка · c1 белая ладья · d1 белая ладья · g1 белый король | a8 чёрная ладья · c8 чёрный слон · d8 чёрная ладья · g8 чёрный король · a7 чёрный ферзь · b7 чёрная пешка · e7 чёрный конь · f7 чёрная пешка · g7 чёрная пешка · a6 чёрная пешка · e6 чёрная пешка · f6 чёрный слон · h6 чёрная пешка · d5 чёрный конь · b4 белая пешка · c4 белый слон · d4 белая пешка · e4 белый конь · a3 белая пешка · d3 белый ферзь · e3 белый слон · f3 белый конь · f2 белая пешка · g2 белая пешка · h2 белая пешка · c1 белая ладья · d1 белая ладья · g1 белый король | a8 чёрная ладья · c8 чёрный слон · d8 чёрная ладья · g8 чёрный король · a7 чёрный ферзь · b7 чёрная пешка · e7 чёрный конь · f7 чёрная пешка · g7 чёрная пешка · a6 чёрная пешка · e6 чёрная пешка · f6 чёрный слон · h6 чёрная пешка · d5 чёрный конь · b4 белая пешка · c4 белый слон · d4 белая пешка · e4 белый конь · a3 белая пешка · d3 белый ферзь · e3 белый слон · f3 белый конь · f2 белая пешка · g2 белая пешка · h2 белая пешка · c1 белая ладья · d1 белая ладья · g1 белый король | 8 |
| 7 | a8 чёрная ладья · c8 чёрный слон · d8 чёрная ладья · g8 чёрный король · a7 чёрный ферзь · b7 чёрная пешка · e7 чёрный конь · f7 чёрная пешка · g7 чёрная пешка · a6 чёрная пешка · e6 чёрная пешка · f6 чёрный слон · h6 чёрная пешка · d5 чёрный конь · b4 белая пешка · c4 белый слон · d4 белая пешка · e4 белый конь · a3 белая пешка · d3 белый ферзь · e3 белый слон · f3 белый конь · f2 белая пешка · g2 белая пешка · h2 белая пешка · c1 белая ладья · d1 белая ладья · g1 белый король | a8 чёрная ладья · c8 чёрный слон · d8 чёрная ладья · g8 чёрный король · a7 чёрный ферзь · b7 чёрная пешка · e7 чёрный конь · f7 чёрная пешка · g7 чёрная пешка · a6 чёрная пешка · e6 чёрная пешка · f6 чёрный слон · h6 чёрная пешка · d5 чёрный конь · b4 белая пешка · c4 белый слон · d4 белая пешка · e4 белый конь · a3 белая пешка · d3 белый ферзь · e3 белый слон · f3 белый конь · f2 белая пешка · g2 белая пешка · h2 белая пешка · c1 белая ладья · d1 белая ладья · g1 белый король | a8 чёрная ладья · c8 чёрный слон · d8 чёрная ладья · g8 чёрный король · a7 чёрный ферзь · b7 чёрная пешка · e7 чёрный конь · f7 чёрная пешка · g7 чёрная пешка · a6 чёрная пешка · e6 чёрная пешка · f6 чёрный слон · h6 чёрная пешка · d5 чёрный конь · b4 белая пешка · c4 белый слон · d4 белая пешка · e4 белый конь · a3 белая пешка · d3 белый ферзь · e3 белый слон · f3 белый конь · f2 белая пешка · g2 белая пешка · h2 белая пешка · c1 белая ладья · d1 белая ладья · g1 белый король | a8 чёрная ладья · c8 чёрный слон · d8 чёрная ладья · g8 чёрный король · a7 чёрный ферзь · b7 чёрная пешка · e7 чёрный конь · f7 чёрная пешка · g7 чёрная пешка · a6 чёрная пешка · e6 чёрная пешка · f6 чёрный слон · h6 чёрная пешка · d5 чёрный конь · b4 белая пешка · c4 белый слон · d4 белая пешка · e4 белый конь · a3 белая пешка · d3 белый ферзь · e3 белый слон · f3 белый конь · f2 белая пешка · g2 белая пешка · h2 белая пешка · c1 белая ладья · d1 белая ладья · g1 белый король | a8 чёрная ладья · c8 чёрный слон · d8 чёрная ладья · g8 чёрный король · a7 чёрный ферзь · b7 чёрная пешка · e7 чёрный конь · f7 чёрная пешка · g7 чёрная пешка · a6 чёрная пешка · e6 чёрная пешка · f6 чёрный слон · h6 чёрная пешка · d5 чёрный конь · b4 белая пешка · c4 белый слон · d4 белая пешка · e4 белый конь · a3 белая пешка · d3 белый ферзь · e3 белый слон · f3 белый конь · f2 белая пешка · g2 белая пешка · h2 белая пешка · c1 белая ладья · d1 белая ладья · g1 белый король | a8 чёрная ладья · c8 чёрный слон · d8 чёрная ладья · g8 чёрный король · a7 чёрный ферзь · b7 чёрная пешка · e7 чёрный конь · f7 чёрная пешка · g7 чёрная пешка · a6 чёрная пешка · e6 чёрная пешка · f6 чёрный слон · h6 чёрная пешка · d5 чёрный конь · b4 белая пешка · c4 белый слон · d4 белая пешка · e4 белый конь · a3 белая пешка · d3 белый ферзь · e3 белый слон · f3 белый конь · f2 белая пешка · g2 белая пешка · h2 белая пешка · c1 белая ладья · d1 белая ладья · g1 белый король | a8 чёрная ладья · c8 чёрный слон · d8 чёрная ладья · g8 чёрный король · a7 чёрный ферзь · b7 чёрная пешка · e7 чёрный конь · f7 чёрная пешка · g7 чёрная пешка · a6 чёрная пешка · e6 чёрная пешка · f6 чёрный слон · h6 чёрная пешка · d5 чёрный конь · b4 белая пешка · c4 белый слон · d4 белая пешка · e4 белый конь · a3 белая пешка · d3 белый ферзь · e3 белый слон · f3 белый конь · f2 белая пешка · g2 белая пешка · h2 белая пешка · c1 белая ладья · d1 белая ладья · g1 белый король | a8 чёрная ладья · c8 чёрный слон · d8 чёрная ладья · g8 чёрный король · a7 чёрный ферзь · b7 чёрная пешка · e7 чёрный конь · f7 чёрная пешка · g7 чёрная пешка · a6 чёрная пешка · e6 чёрная пешка · f6 чёрный слон · h6 чёрная пешка · d5 чёрный конь · b4 белая пешка · c4 белый слон · d4 белая пешка · e4 белый конь · a3 белая пешка · d3 белый ферзь · e3 белый слон · f3 белый конь · f2 белая пешка · g2 белая пешка · h2 белая пешка · c1 белая ладья · d1 белая ладья · g1 белый король | 7 |
| 6 | a8 чёрная ладья · c8 чёрный слон · d8 чёрная ладья · g8 чёрный король · a7 чёрный ферзь · b7 чёрная пешка · e7 чёрный конь · f7 чёрная пешка · g7 чёрная пешка · a6 чёрная пешка · e6 чёрная пешка · f6 чёрный слон · h6 чёрная пешка · d5 чёрный конь · b4 белая пешка · c4 белый слон · d4 белая пешка · e4 белый конь · a3 белая пешка · d3 белый ферзь · e3 белый слон · f3 белый конь · f2 белая пешка · g2 белая пешка · h2 белая пешка · c1 белая ладья · d1 белая ладья · g1 белый король | a8 чёрная ладья · c8 чёрный слон · d8 чёрная ладья · g8 чёрный король · a7 чёрный ферзь · b7 чёрная пешка · e7 чёрный конь · f7 чёрная пешка · g7 чёрная пешка · a6 чёрная пешка · e6 чёрная пешка · f6 чёрный слон · h6 чёрная пешка · d5 чёрный конь · b4 белая пешка · c4 белый слон · d4 белая пешка · e4 белый конь · a3 белая пешка · d3 белый ферзь · e3 белый слон · f3 белый конь · f2 белая пешка · g2 белая пешка · h2 белая пешка · c1 белая ладья · d1 белая ладья · g1 белый король | a8 чёрная ладья · c8 чёрный слон · d8 чёрная ладья · g8 чёрный король · a7 чёрный ферзь · b7 чёрная пешка · e7 чёрный конь · f7 чёрная пешка · g7 чёрная пешка · a6 чёрная пешка · e6 чёрная пешка · f6 чёрный слон · h6 чёрная пешка · d5 чёрный конь · b4 белая пешка · c4 белый слон · d4 белая пешка · e4 белый конь · a3 белая пешка · d3 белый ферзь · e3 белый слон · f3 белый конь · f2 белая пешка · g2 белая пешка · h2 белая пешка · c1 белая ладья · d1 белая ладья · g1 белый король | a8 чёрная ладья · c8 чёрный слон · d8 чёрная ладья · g8 чёрный король · a7 чёрный ферзь · b7 чёрная пешка · e7 чёрный конь · f7 чёрная пешка · g7 чёрная пешка · a6 чёрная пешка · e6 чёрная пешка · f6 чёрный слон · h6 чёрная пешка · d5 чёрный конь · b4 белая пешка · c4 белый слон · d4 белая пешка · e4 белый конь · a3 белая пешка · d3 белый ферзь · e3 белый слон · f3 белый конь · f2 белая пешка · g2 белая пешка · h2 белая пешка · c1 белая ладья · d1 белая ладья · g1 белый король | a8 чёрная ладья · c8 чёрный слон · d8 чёрная ладья · g8 чёрный король · a7 чёрный ферзь · b7 чёрная пешка · e7 чёрный конь · f7 чёрная пешка · g7 чёрная пешка · a6 чёрная пешка · e6 чёрная пешка · f6 чёрный слон · h6 чёрная пешка · d5 чёрный конь · b4 белая пешка · c4 белый слон · d4 белая пешка · e4 белый конь · a3 белая пешка · d3 белый ферзь · e3 белый слон · f3 белый конь · f2 белая пешка · g2 белая пешка · h2 белая пешка · c1 белая ладья · d1 белая ладья · g1 белый король | a8 чёрная ладья · c8 чёрный слон · d8 чёрная ладья · g8 чёрный король · a7 чёрный ферзь · b7 чёрная пешка · e7 чёрный конь · f7 чёрная пешка · g7 чёрная пешка · a6 чёрная пешка · e6 чёрная пешка · f6 чёрный слон · h6 чёрная пешка · d5 чёрный конь · b4 белая пешка · c4 белый слон · d4 белая пешка · e4 белый конь · a3 белая пешка · d3 белый ферзь · e3 белый слон · f3 белый конь · f2 белая пешка · g2 белая пешка · h2 белая пешка · c1 белая ладья · d1 белая ладья · g1 белый король | a8 чёрная ладья · c8 чёрный слон · d8 чёрная ладья · g8 чёрный король · a7 чёрный ферзь · b7 чёрная пешка · e7 чёрный конь · f7 чёрная пешка · g7 чёрная пешка · a6 чёрная пешка · e6 чёрная пешка · f6 чёрный слон · h6 чёрная пешка · d5 чёрный конь · b4 белая пешка · c4 белый слон · d4 белая пешка · e4 белый конь · a3 белая пешка · d3 белый ферзь · e3 белый слон · f3 белый конь · f2 белая пешка · g2 белая пешка · h2 белая пешка · c1 белая ладья · d1 белая ладья · g1 белый король | a8 чёрная ладья · c8 чёрный слон · d8 чёрная ладья · g8 чёрный король · a7 чёрный ферзь · b7 чёрная пешка · e7 чёрный конь · f7 чёрная пешка · g7 чёрная пешка · a6 чёрная пешка · e6 чёрная пешка · f6 чёрный слон · h6 чёрная пешка · d5 чёрный конь · b4 белая пешка · c4 белый слон · d4 белая пешка · e4 белый конь · a3 белая пешка · d3 белый ферзь · e3 белый слон · f3 белый конь · f2 белая пешка · g2 белая пешка · h2 белая пешка · c1 белая ладья · d1 белая ладья · g1 белый король | 6 |
| 5 | a8 чёрная ладья · c8 чёрный слон · d8 чёрная ладья · g8 чёрный король · a7 чёрный ферзь · b7 чёрная пешка · e7 чёрный конь · f7 чёрная пешка · g7 чёрная пешка · a6 чёрная пешка · e6 чёрная пешка · f6 чёрный слон · h6 чёрная пешка · d5 чёрный конь · b4 белая пешка · c4 белый слон · d4 белая пешка · e4 белый конь · a3 белая пешка · d3 белый ферзь · e3 белый слон · f3 белый конь · f2 белая пешка · g2 белая пешка · h2 белая пешка · c1 белая ладья · d1 белая ладья · g1 белый король | a8 чёрная ладья · c8 чёрный слон · d8 чёрная ладья · g8 чёрный король · a7 чёрный ферзь · b7 чёрная пешка · e7 чёрный конь · f7 чёрная пешка · g7 чёрная пешка · a6 чёрная пешка · e6 чёрная пешка · f6 чёрный слон · h6 чёрная пешка · d5 чёрный конь · b4 белая пешка · c4 белый слон · d4 белая пешка · e4 белый конь · a3 белая пешка · d3 белый ферзь · e3 белый слон · f3 белый конь · f2 белая пешка · g2 белая пешка · h2 белая пешка · c1 белая ладья · d1 белая ладья · g1 белый король | a8 чёрная ладья · c8 чёрный слон · d8 чёрная ладья · g8 чёрный король · a7 чёрный ферзь · b7 чёрная пешка · e7 чёрный конь · f7 чёрная пешка · g7 чёрная пешка · a6 чёрная пешка · e6 чёрная пешка · f6 чёрный слон · h6 чёрная пешка · d5 чёрный конь · b4 белая пешка · c4 белый слон · d4 белая пешка · e4 белый конь · a3 белая пешка · d3 белый ферзь · e3 белый слон · f3 белый конь · f2 белая пешка · g2 белая пешка · h2 белая пешка · c1 белая ладья · d1 белая ладья · g1 белый король | a8 чёрная ладья · c8 чёрный слон · d8 чёрная ладья · g8 чёрный король · a7 чёрный ферзь · b7 чёрная пешка · e7 чёрный конь · f7 чёрная пешка · g7 чёрная пешка · a6 чёрная пешка · e6 чёрная пешка · f6 чёрный слон · h6 чёрная пешка · d5 чёрный конь · b4 белая пешка · c4 белый слон · d4 белая пешка · e4 белый конь · a3 белая пешка · d3 белый ферзь · e3 белый слон · f3 белый конь · f2 белая пешка · g2 белая пешка · h2 белая пешка · c1 белая ладья · d1 белая ладья · g1 белый король | a8 чёрная ладья · c8 чёрный слон · d8 чёрная ладья · g8 чёрный король · a7 чёрный ферзь · b7 чёрная пешка · e7 чёрный конь · f7 чёрная пешка · g7 чёрная пешка · a6 чёрная пешка · e6 чёрная пешка · f6 чёрный слон · h6 чёрная пешка · d5 чёрный конь · b4 белая пешка · c4 белый слон · d4 белая пешка · e4 белый конь · a3 белая пешка · d3 белый ферзь · e3 белый слон · f3 белый конь · f2 белая пешка · g2 белая пешка · h2 белая пешка · c1 белая ладья · d1 белая ладья · g1 белый король | a8 чёрная ладья · c8 чёрный слон · d8 чёрная ладья · g8 чёрный король · a7 чёрный ферзь · b7 чёрная пешка · e7 чёрный конь · f7 чёрная пешка · g7 чёрная пешка · a6 чёрная пешка · e6 чёрная пешка · f6 чёрный слон · h6 чёрная пешка · d5 чёрный конь · b4 белая пешка · c4 белый слон · d4 белая пешка · e4 белый конь · a3 белая пешка · d3 белый ферзь · e3 белый слон · f3 белый конь · f2 белая пешка · g2 белая пешка · h2 белая пешка · c1 белая ладья · d1 белая ладья · g1 белый король | a8 чёрная ладья · c8 чёрный слон · d8 чёрная ладья · g8 чёрный король · a7 чёрный ферзь · b7 чёрная пешка · e7 чёрный конь · f7 чёрная пешка · g7 чёрная пешка · a6 чёрная пешка · e6 чёрная пешка · f6 чёрный слон · h6 чёрная пешка · d5 чёрный конь · b4 белая пешка · c4 белый слон · d4 белая пешка · e4 белый конь · a3 белая пешка · d3 белый ферзь · e3 белый слон · f3 белый конь · f2 белая пешка · g2 белая пешка · h2 белая пешка · c1 белая ладья · d1 белая ладья · g1 белый король | a8 чёрная ладья · c8 чёрный слон · d8 чёрная ладья · g8 чёрный король · a7 чёрный ферзь · b7 чёрная пешка · e7 чёрный конь · f7 чёрная пешка · g7 чёрная пешка · a6 чёрная пешка · e6 чёрная пешка · f6 чёрный слон · h6 чёрная пешка · d5 чёрный конь · b4 белая пешка · c4 белый слон · d4 белая пешка · e4 белый конь · a3 белая пешка · d3 белый ферзь · e3 белый слон · f3 белый конь · f2 белая пешка · g2 белая пешка · h2 белая пешка · c1 белая ладья · d1 белая ладья · g1 белый король | 5 |
| 4 | a8 чёрная ладья · c8 чёрный слон · d8 чёрная ладья · g8 чёрный король · a7 чёрный ферзь · b7 чёрная пешка · e7 чёрный конь · f7 чёрная пешка · g7 чёрная пешка · a6 чёрная пешка · e6 чёрная пешка · f6 чёрный слон · h6 чёрная пешка · d5 чёрный конь · b4 белая пешка · c4 белый слон · d4 белая пешка · e4 белый конь · a3 белая пешка · d3 белый ферзь · e3 белый слон · f3 белый конь · f2 белая пешка · g2 белая пешка · h2 белая пешка · c1 белая ладья · d1 белая ладья · g1 белый король | a8 чёрная ладья · c8 чёрный слон · d8 чёрная ладья · g8 чёрный король · a7 чёрный ферзь · b7 чёрная пешка · e7 чёрный конь · f7 чёрная пешка · g7 чёрная пешка · a6 чёрная пешка · e6 чёрная пешка · f6 чёрный слон · h6 чёрная пешка · d5 чёрный конь · b4 белая пешка · c4 белый слон · d4 белая пешка · e4 белый конь · a3 белая пешка · d3 белый ферзь · e3 белый слон · f3 белый конь · f2 белая пешка · g2 белая пешка · h2 белая пешка · c1 белая ладья · d1 белая ладья · g1 белый король | a8 чёрная ладья · c8 чёрный слон · d8 чёрная ладья · g8 чёрный король · a7 чёрный ферзь · b7 чёрная пешка · e7 чёрный конь · f7 чёрная пешка · g7 чёрная пешка · a6 чёрная пешка · e6 чёрная пешка · f6 чёрный слон · h6 чёрная пешка · d5 чёрный конь · b4 белая пешка · c4 белый слон · d4 белая пешка · e4 белый конь · a3 белая пешка · d3 белый ферзь · e3 белый слон · f3 белый конь · f2 белая пешка · g2 белая пешка · h2 белая пешка · c1 белая ладья · d1 белая ладья · g1 белый король | a8 чёрная ладья · c8 чёрный слон · d8 чёрная ладья · g8 чёрный король · a7 чёрный ферзь · b7 чёрная пешка · e7 чёрный конь · f7 чёрная пешка · g7 чёрная пешка · a6 чёрная пешка · e6 чёрная пешка · f6 чёрный слон · h6 чёрная пешка · d5 чёрный конь · b4 белая пешка · c4 белый слон · d4 белая пешка · e4 белый конь · a3 белая пешка · d3 белый ферзь · e3 белый слон · f3 белый конь · f2 белая пешка · g2 белая пешка · h2 белая пешка · c1 белая ладья · d1 белая ладья · g1 белый король | a8 чёрная ладья · c8 чёрный слон · d8 чёрная ладья · g8 чёрный король · a7 чёрный ферзь · b7 чёрная пешка · e7 чёрный конь · f7 чёрная пешка · g7 чёрная пешка · a6 чёрная пешка · e6 чёрная пешка · f6 чёрный слон · h6 чёрная пешка · d5 чёрный конь · b4 белая пешка · c4 белый слон · d4 белая пешка · e4 белый конь · a3 белая пешка · d3 белый ферзь · e3 белый слон · f3 белый конь · f2 белая пешка · g2 белая пешка · h2 белая пешка · c1 белая ладья · d1 белая ладья · g1 белый король | a8 чёрная ладья · c8 чёрный слон · d8 чёрная ладья · g8 чёрный король · a7 чёрный ферзь · b7 чёрная пешка · e7 чёрный конь · f7 чёрная пешка · g7 чёрная пешка · a6 чёрная пешка · e6 чёрная пешка · f6 чёрный слон · h6 чёрная пешка · d5 чёрный конь · b4 белая пешка · c4 белый слон · d4 белая пешка · e4 белый конь · a3 белая пешка · d3 белый ферзь · e3 белый слон · f3 белый конь · f2 белая пешка · g2 белая пешка · h2 белая пешка · c1 белая ладья · d1 белая ладья · g1 белый король | a8 чёрная ладья · c8 чёрный слон · d8 чёрная ладья · g8 чёрный король · a7 чёрный ферзь · b7 чёрная пешка · e7 чёрный конь · f7 чёрная пешка · g7 чёрная пешка · a6 чёрная пешка · e6 чёрная пешка · f6 чёрный слон · h6 чёрная пешка · d5 чёрный конь · b4 белая пешка · c4 белый слон · d4 белая пешка · e4 белый конь · a3 белая пешка · d3 белый ферзь · e3 белый слон · f3 белый конь · f2 белая пешка · g2 белая пешка · h2 белая пешка · c1 белая ладья · d1 белая ладья · g1 белый король | a8 чёрная ладья · c8 чёрный слон · d8 чёрная ладья · g8 чёрный король · a7 чёрный ферзь · b7 чёрная пешка · e7 чёрный конь · f7 чёрная пешка · g7 чёрная пешка · a6 чёрная пешка · e6 чёрная пешка · f6 чёрный слон · h6 чёрная пешка · d5 чёрный конь · b4 белая пешка · c4 белый слон · d4 белая пешка · e4 белый конь · a3 белая пешка · d3 белый ферзь · e3 белый слон · f3 белый конь · f2 белая пешка · g2 белая пешка · h2 белая пешка · c1 белая ладья · d1 белая ладья · g1 белый король | 4 |
| 3 | a8 чёрная ладья · c8 чёрный слон · d8 чёрная ладья · g8 чёрный король · a7 чёрный ферзь · b7 чёрная пешка · e7 чёрный конь · f7 чёрная пешка · g7 чёрная пешка · a6 чёрная пешка · e6 чёрная пешка · f6 чёрный слон · h6 чёрная пешка · d5 чёрный конь · b4 белая пешка · c4 белый слон · d4 белая пешка · e4 белый конь · a3 белая пешка · d3 белый ферзь · e3 белый слон · f3 белый конь · f2 белая пешка · g2 белая пешка · h2 белая пешка · c1 белая ладья · d1 белая ладья · g1 белый король | a8 чёрная ладья · c8 чёрный слон · d8 чёрная ладья · g8 чёрный король · a7 чёрный ферзь · b7 чёрная пешка · e7 чёрный конь · f7 чёрная пешка · g7 чёрная пешка · a6 чёрная пешка · e6 чёрная пешка · f6 чёрный слон · h6 чёрная пешка · d5 чёрный конь · b4 белая пешка · c4 белый слон · d4 белая пешка · e4 белый конь · a3 белая пешка · d3 белый ферзь · e3 белый слон · f3 белый конь · f2 белая пешка · g2 белая пешка · h2 белая пешка · c1 белая ладья · d1 белая ладья · g1 белый король | a8 чёрная ладья · c8 чёрный слон · d8 чёрная ладья · g8 чёрный король · a7 чёрный ферзь · b7 чёрная пешка · e7 чёрный конь · f7 чёрная пешка · g7 чёрная пешка · a6 чёрная пешка · e6 чёрная пешка · f6 чёрный слон · h6 чёрная пешка · d5 чёрный конь · b4 белая пешка · c4 белый слон · d4 белая пешка · e4 белый конь · a3 белая пешка · d3 белый ферзь · e3 белый слон · f3 белый конь · f2 белая пешка · g2 белая пешка · h2 белая пешка · c1 белая ладья · d1 белая ладья · g1 белый король | a8 чёрная ладья · c8 чёрный слон · d8 чёрная ладья · g8 чёрный король · a7 чёрный ферзь · b7 чёрная пешка · e7 чёрный конь · f7 чёрная пешка · g7 чёрная пешка · a6 чёрная пешка · e6 чёрная пешка · f6 чёрный слон · h6 чёрная пешка · d5 чёрный конь · b4 белая пешка · c4 белый слон · d4 белая пешка · e4 белый конь · a3 белая пешка · d3 белый ферзь · e3 белый слон · f3 белый конь · f2 белая пешка · g2 белая пешка · h2 белая пешка · c1 белая ладья · d1 белая ладья · g1 белый король | a8 чёрная ладья · c8 чёрный слон · d8 чёрная ладья · g8 чёрный король · a7 чёрный ферзь · b7 чёрная пешка · e7 чёрный конь · f7 чёрная пешка · g7 чёрная пешка · a6 чёрная пешка · e6 чёрная пешка · f6 чёрный слон · h6 чёрная пешка · d5 чёрный конь · b4 белая пешка · c4 белый слон · d4 белая пешка · e4 белый конь · a3 белая пешка · d3 белый ферзь · e3 белый слон · f3 белый конь · f2 белая пешка · g2 белая пешка · h2 белая пешка · c1 белая ладья · d1 белая ладья · g1 белый король | a8 чёрная ладья · c8 чёрный слон · d8 чёрная ладья · g8 чёрный король · a7 чёрный ферзь · b7 чёрная пешка · e7 чёрный конь · f7 чёрная пешка · g7 чёрная пешка · a6 чёрная пешка · e6 чёрная пешка · f6 чёрный слон · h6 чёрная пешка · d5 чёрный конь · b4 белая пешка · c4 белый слон · d4 белая пешка · e4 белый конь · a3 белая пешка · d3 белый ферзь · e3 белый слон · f3 белый конь · f2 белая пешка · g2 белая пешка · h2 белая пешка · c1 белая ладья · d1 белая ладья · g1 белый король | a8 чёрная ладья · c8 чёрный слон · d8 чёрная ладья · g8 чёрный король · a7 чёрный ферзь · b7 чёрная пешка · e7 чёрный конь · f7 чёрная пешка · g7 чёрная пешка · a6 чёрная пешка · e6 чёрная пешка · f6 чёрный слон · h6 чёрная пешка · d5 чёрный конь · b4 белая пешка · c4 белый слон · d4 белая пешка · e4 белый конь · a3 белая пешка · d3 белый ферзь · e3 белый слон · f3 белый конь · f2 белая пешка · g2 белая пешка · h2 белая пешка · c1 белая ладья · d1 белая ладья · g1 белый король | a8 чёрная ладья · c8 чёрный слон · d8 чёрная ладья · g8 чёрный король · a7 чёрный ферзь · b7 чёрная пешка · e7 чёрный конь · f7 чёрная пешка · g7 чёрная пешка · a6 чёрная пешка · e6 чёрная пешка · f6 чёрный слон · h6 чёрная пешка · d5 чёрный конь · b4 белая пешка · c4 белый слон · d4 белая пешка · e4 белый конь · a3 белая пешка · d3 белый ферзь · e3 белый слон · f3 белый конь · f2 белая пешка · g2 белая пешка · h2 белая пешка · c1 белая ладья · d1 белая ладья · g1 белый король | 3 |
| 2 | a8 чёрная ладья · c8 чёрный слон · d8 чёрная ладья · g8 чёрный король · a7 чёрный ферзь · b7 чёрная пешка · e7 чёрный конь · f7 чёрная пешка · g7 чёрная пешка · a6 чёрная пешка · e6 чёрная пешка · f6 чёрный слон · h6 чёрная пешка · d5 чёрный конь · b4 белая пешка · c4 белый слон · d4 белая пешка · e4 белый конь · a3 белая пешка · d3 белый ферзь · e3 белый слон · f3 белый конь · f2 белая пешка · g2 белая пешка · h2 белая пешка · c1 белая ладья · d1 белая ладья · g1 белый король | a8 чёрная ладья · c8 чёрный слон · d8 чёрная ладья · g8 чёрный король · a7 чёрный ферзь · b7 чёрная пешка · e7 чёрный конь · f7 чёрная пешка · g7 чёрная пешка · a6 чёрная пешка · e6 чёрная пешка · f6 чёрный слон · h6 чёрная пешка · d5 чёрный конь · b4 белая пешка · c4 белый слон · d4 белая пешка · e4 белый конь · a3 белая пешка · d3 белый ферзь · e3 белый слон · f3 белый конь · f2 белая пешка · g2 белая пешка · h2 белая пешка · c1 белая ладья · d1 белая ладья · g1 белый король | a8 чёрная ладья · c8 чёрный слон · d8 чёрная ладья · g8 чёрный король · a7 чёрный ферзь · b7 чёрная пешка · e7 чёрный конь · f7 чёрная пешка · g7 чёрная пешка · a6 чёрная пешка · e6 чёрная пешка · f6 чёрный слон · h6 чёрная пешка · d5 чёрный конь · b4 белая пешка · c4 белый слон · d4 белая пешка · e4 белый конь · a3 белая пешка · d3 белый ферзь · e3 белый слон · f3 белый конь · f2 белая пешка · g2 белая пешка · h2 белая пешка · c1 белая ладья · d1 белая ладья · g1 белый король | a8 чёрная ладья · c8 чёрный слон · d8 чёрная ладья · g8 чёрный король · a7 чёрный ферзь · b7 чёрная пешка · e7 чёрный конь · f7 чёрная пешка · g7 чёрная пешка · a6 чёрная пешка · e6 чёрная пешка · f6 чёрный слон · h6 чёрная пешка · d5 чёрный конь · b4 белая пешка · c4 белый слон · d4 белая пешка · e4 белый конь · a3 белая пешка · d3 белый ферзь · e3 белый слон · f3 белый конь · f2 белая пешка · g2 белая пешка · h2 белая пешка · c1 белая ладья · d1 белая ладья · g1 белый король | a8 чёрная ладья · c8 чёрный слон · d8 чёрная ладья · g8 чёрный король · a7 чёрный ферзь · b7 чёрная пешка · e7 чёрный конь · f7 чёрная пешка · g7 чёрная пешка · a6 чёрная пешка · e6 чёрная пешка · f6 чёрный слон · h6 чёрная пешка · d5 чёрный конь · b4 белая пешка · c4 белый слон · d4 белая пешка · e4 белый конь · a3 белая пешка · d3 белый ферзь · e3 белый слон · f3 белый конь · f2 белая пешка · g2 белая пешка · h2 белая пешка · c1 белая ладья · d1 белая ладья · g1 белый король | a8 чёрная ладья · c8 чёрный слон · d8 чёрная ладья · g8 чёрный король · a7 чёрный ферзь · b7 чёрная пешка · e7 чёрный конь · f7 чёрная пешка · g7 чёрная пешка · a6 чёрная пешка · e6 чёрная пешка · f6 чёрный слон · h6 чёрная пешка · d5 чёрный конь · b4 белая пешка · c4 белый слон · d4 белая пешка · e4 белый конь · a3 белая пешка · d3 белый ферзь · e3 белый слон · f3 белый конь · f2 белая пешка · g2 белая пешка · h2 белая пешка · c1 белая ладья · d1 белая ладья · g1 белый король | a8 чёрная ладья · c8 чёрный слон · d8 чёрная ладья · g8 чёрный король · a7 чёрный ферзь · b7 чёрная пешка · e7 чёрный конь · f7 чёрная пешка · g7 чёрная пешка · a6 чёрная пешка · e6 чёрная пешка · f6 чёрный слон · h6 чёрная пешка · d5 чёрный конь · b4 белая пешка · c4 белый слон · d4 белая пешка · e4 белый конь · a3 белая пешка · d3 белый ферзь · e3 белый слон · f3 белый конь · f2 белая пешка · g2 белая пешка · h2 белая пешка · c1 белая ладья · d1 белая ладья · g1 белый король | a8 чёрная ладья · c8 чёрный слон · d8 чёрная ладья · g8 чёрный король · a7 чёрный ферзь · b7 чёрная пешка · e7 чёрный конь · f7 чёрная пешка · g7 чёрная пешка · a6 чёрная пешка · e6 чёрная пешка · f6 чёрный слон · h6 чёрная пешка · d5 чёрный конь · b4 белая пешка · c4 белый слон · d4 белая пешка · e4 белый конь · a3 белая пешка · d3 белый ферзь · e3 белый слон · f3 белый конь · f2 белая пешка · g2 белая пешка · h2 белая пешка · c1 белая ладья · d1 белая ладья · g1 белый король | 2 |
| 1 | a8 чёрная ладья · c8 чёрный слон · d8 чёрная ладья · g8 чёрный король · a7 чёрный ферзь · b7 чёрная пешка · e7 чёрный конь · f7 чёрная пешка · g7 чёрная пешка · a6 чёрная пешка · e6 чёрная пешка · f6 чёрный слон · h6 чёрная пешка · d5 чёрный конь · b4 белая пешка · c4 белый слон · d4 белая пешка · e4 белый конь · a3 белая пешка · d3 белый ферзь · e3 белый слон · f3 белый конь · f2 белая пешка · g2 белая пешка · h2 белая пешка · c1 белая ладья · d1 белая ладья · g1 белый король | a8 чёрная ладья · c8 чёрный слон · d8 чёрная ладья · g8 чёрный король · a7 чёрный ферзь · b7 чёрная пешка · e7 чёрный конь · f7 чёрная пешка · g7 чёрная пешка · a6 чёрная пешка · e6 чёрная пешка · f6 чёрный слон · h6 чёрная пешка · d5 чёрный конь · b4 белая пешка · c4 белый слон · d4 белая пешка · e4 белый конь · a3 белая пешка · d3 белый ферзь · e3 белый слон · f3 белый конь · f2 белая пешка · g2 белая пешка · h2 белая пешка · c1 белая ладья · d1 белая ладья · g1 белый король | a8 чёрная ладья · c8 чёрный слон · d8 чёрная ладья · g8 чёрный король · a7 чёрный ферзь · b7 чёрная пешка · e7 чёрный конь · f7 чёрная пешка · g7 чёрная пешка · a6 чёрная пешка · e6 чёрная пешка · f6 чёрный слон · h6 чёрная пешка · d5 чёрный конь · b4 белая пешка · c4 белый слон · d4 белая пешка · e4 белый конь · a3 белая пешка · d3 белый ферзь · e3 белый слон · f3 белый конь · f2 белая пешка · g2 белая пешка · h2 белая пешка · c1 белая ладья · d1 белая ладья · g1 белый король | a8 чёрная ладья · c8 чёрный слон · d8 чёрная ладья · g8 чёрный король · a7 чёрный ферзь · b7 чёрная пешка · e7 чёрный конь · f7 чёрная пешка · g7 чёрная пешка · a6 чёрная пешка · e6 чёрная пешка · f6 чёрный слон · h6 чёрная пешка · d5 чёрный конь · b4 белая пешка · c4 белый слон · d4 белая пешка · e4 белый конь · a3 белая пешка · d3 белый ферзь · e3 белый слон · f3 белый конь · f2 белая пешка · g2 белая пешка · h2 белая пешка · c1 белая ладья · d1 белая ладья · g1 белый король | a8 чёрная ладья · c8 чёрный слон · d8 чёрная ладья · g8 чёрный король · a7 чёрный ферзь · b7 чёрная пешка · e7 чёрный конь · f7 чёрная пешка · g7 чёрная пешка · a6 чёрная пешка · e6 чёрная пешка · f6 чёрный слон · h6 чёрная пешка · d5 чёрный конь · b4 белая пешка · c4 белый слон · d4 белая пешка · e4 белый конь · a3 белая пешка · d3 белый ферзь · e3 белый слон · f3 белый конь · f2 белая пешка · g2 белая пешка · h2 белая пешка · c1 белая ладья · d1 белая ладья · g1 белый король | a8 чёрная ладья · c8 чёрный слон · d8 чёрная ладья · g8 чёрный король · a7 чёрный ферзь · b7 чёрная пешка · e7 чёрный конь · f7 чёрная пешка · g7 чёрная пешка · a6 чёрная пешка · e6 чёрная пешка · f6 чёрный слон · h6 чёрная пешка · d5 чёрный конь · b4 белая пешка · c4 белый слон · d4 белая пешка · e4 белый конь · a3 белая пешка · d3 белый ферзь · e3 белый слон · f3 белый конь · f2 белая пешка · g2 белая пешка · h2 белая пешка · c1 белая ладья · d1 белая ладья · g1 белый король | a8 чёрная ладья · c8 чёрный слон · d8 чёрная ладья · g8 чёрный король · a7 чёрный ферзь · b7 чёрная пешка · e7 чёрный конь · f7 чёрная пешка · g7 чёрная пешка · a6 чёрная пешка · e6 чёрная пешка · f6 чёрный слон · h6 чёрная пешка · d5 чёрный конь · b4 белая пешка · c4 белый слон · d4 белая пешка · e4 белый конь · a3 белая пешка · d3 белый ферзь · e3 белый слон · f3 белый конь · f2 белая пешка · g2 белая пешка · h2 белая пешка · c1 белая ладья · d1 белая ладья · g1 белый король | a8 чёрная ладья · c8 чёрный слон · d8 чёрная ладья · g8 чёрный король · a7 чёрный ферзь · b7 чёрная пешка · e7 чёрный конь · f7 чёрная пешка · g7 чёрная пешка · a6 чёрная пешка · e6 чёрная пешка · f6 чёрный слон · h6 чёрная пешка · d5 чёрный конь · b4 белая пешка · c4 белый слон · d4 белая пешка · e4 белый конь · a3 белая пешка · d3 белый ферзь · e3 белый слон · f3 белый конь · f2 белая пешка · g2 белая пешка · h2 белая пешка · c1 белая ладья · d1 белая ладья · g1 белый король | 1 |
|   | a | b | c | d | e | f | g | h |   |

|   | a | b | c | d | e | f | g | h |   |
| - | --- | --- | --- | --- | --- | --- | --- | --- | - |
| 8 | a8 чёрная ладья · c8 чёрный слон · d8 чёрная ладья · f8 чёрный король · g8 чёрный конь · a7 чёрный ферзь · b7 чёрная пешка · e7 чёрный слон · f7 чёрная пешка · g7 чёрная пешка · a6 чёрная пешка · e6 чёрная пешка · d5 чёрный конь · e5 белый конь · g5 белая пешка · b4 белая пешка · c4 белый слон · d4 белая пешка · e4 белый конь · a3 белая пешка · d3 белый ферзь · e3 белый слон · f2 белая пешка · c1 белая ладья · d1 белая ладья · g1 белый король | a8 чёрная ладья · c8 чёрный слон · d8 чёрная ладья · f8 чёрный король · g8 чёрный конь · a7 чёрный ферзь · b7 чёрная пешка · e7 чёрный слон · f7 чёрная пешка · g7 чёрная пешка · a6 чёрная пешка · e6 чёрная пешка · d5 чёрный конь · e5 белый конь · g5 белая пешка · b4 белая пешка · c4 белый слон · d4 белая пешка · e4 белый конь · a3 белая пешка · d3 белый ферзь · e3 белый слон · f2 белая пешка · c1 белая ладья · d1 белая ладья · g1 белый король | a8 чёрная ладья · c8 чёрный слон · d8 чёрная ладья · f8 чёрный король · g8 чёрный конь · a7 чёрный ферзь · b7 чёрная пешка · e7 чёрный слон · f7 чёрная пешка · g7 чёрная пешка · a6 чёрная пешка · e6 чёрная пешка · d5 чёрный конь · e5 белый конь · g5 белая пешка · b4 белая пешка · c4 белый слон · d4 белая пешка · e4 белый конь · a3 белая пешка · d3 белый ферзь · e3 белый слон · f2 белая пешка · c1 белая ладья · d1 белая ладья · g1 белый король | a8 чёрная ладья · c8 чёрный слон · d8 чёрная ладья · f8 чёрный король · g8 чёрный конь · a7 чёрный ферзь · b7 чёрная пешка · e7 чёрный слон · f7 чёрная пешка · g7 чёрная пешка · a6 чёрная пешка · e6 чёрная пешка · d5 чёрный конь · e5 белый конь · g5 белая пешка · b4 белая пешка · c4 белый слон · d4 белая пешка · e4 белый конь · a3 белая пешка · d3 белый ферзь · e3 белый слон · f2 белая пешка · c1 белая ладья · d1 белая ладья · g1 белый король | a8 чёрная ладья · c8 чёрный слон · d8 чёрная ладья · f8 чёрный король · g8 чёрный конь · a7 чёрный ферзь · b7 чёрная пешка · e7 чёрный слон · f7 чёрная пешка · g7 чёрная пешка · a6 чёрная пешка · e6 чёрная пешка · d5 чёрный конь · e5 белый конь · g5 белая пешка · b4 белая пешка · c4 белый слон · d4 белая пешка · e4 белый конь · a3 белая пешка · d3 белый ферзь · e3 белый слон · f2 белая пешка · c1 белая ладья · d1 белая ладья · g1 белый король | a8 чёрная ладья · c8 чёрный слон · d8 чёрная ладья · f8 чёрный король · g8 чёрный конь · a7 чёрный ферзь · b7 чёрная пешка · e7 чёрный слон · f7 чёрная пешка · g7 чёрная пешка · a6 чёрная пешка · e6 чёрная пешка · d5 чёрный конь · e5 белый конь · g5 белая пешка · b4 белая пешка · c4 белый слон · d4 белая пешка · e4 белый конь · a3 белая пешка · d3 белый ферзь · e3 белый слон · f2 белая пешка · c1 белая ладья · d1 белая ладья · g1 белый король | a8 чёрная ладья · c8 чёрный слон · d8 чёрная ладья · f8 чёрный король · g8 чёрный конь · a7 чёрный ферзь · b7 чёрная пешка · e7 чёрный слон · f7 чёрная пешка · g7 чёрная пешка · a6 чёрная пешка · e6 чёрная пешка · d5 чёрный конь · e5 белый конь · g5 белая пешка · b4 белая пешка · c4 белый слон · d4 белая пешка · e4 белый конь · a3 белая пешка · d3 белый ферзь · e3 белый слон · f2 белая пешка · c1 белая ладья · d1 белая ладья · g1 белый король | a8 чёрная ладья · c8 чёрный слон · d8 чёрная ладья · f8 чёрный король · g8 чёрный конь · a7 чёрный ферзь · b7 чёрная пешка · e7 чёрный слон · f7 чёрная пешка · g7 чёрная пешка · a6 чёрная пешка · e6 чёрная пешка · d5 чёрный конь · e5 белый конь · g5 белая пешка · b4 белая пешка · c4 белый слон · d4 белая пешка · e4 белый конь · a3 белая пешка · d3 белый ферзь · e3 белый слон · f2 белая пешка · c1 белая ладья · d1 белая ладья · g1 белый король | 8 |
| 7 | a8 чёрная ладья · c8 чёрный слон · d8 чёрная ладья · f8 чёрный король · g8 чёрный конь · a7 чёрный ферзь · b7 чёрная пешка · e7 чёрный слон · f7 чёрная пешка · g7 чёрная пешка · a6 чёрная пешка · e6 чёрная пешка · d5 чёрный конь · e5 белый конь · g5 белая пешка · b4 белая пешка · c4 белый слон · d4 белая пешка · e4 белый конь · a3 белая пешка · d3 белый ферзь · e3 белый слон · f2 белая пешка · c1 белая ладья · d1 белая ладья · g1 белый король | a8 чёрная ладья · c8 чёрный слон · d8 чёрная ладья · f8 чёрный король · g8 чёрный конь · a7 чёрный ферзь · b7 чёрная пешка · e7 чёрный слон · f7 чёрная пешка · g7 чёрная пешка · a6 чёрная пешка · e6 чёрная пешка · d5 чёрный конь · e5 белый конь · g5 белая пешка · b4 белая пешка · c4 белый слон · d4 белая пешка · e4 белый конь · a3 белая пешка · d3 белый ферзь · e3 белый слон · f2 белая пешка · c1 белая ладья · d1 белая ладья · g1 белый король | a8 чёрная ладья · c8 чёрный слон · d8 чёрная ладья · f8 чёрный король · g8 чёрный конь · a7 чёрный ферзь · b7 чёрная пешка · e7 чёрный слон · f7 чёрная пешка · g7 чёрная пешка · a6 чёрная пешка · e6 чёрная пешка · d5 чёрный конь · e5 белый конь · g5 белая пешка · b4 белая пешка · c4 белый слон · d4 белая пешка · e4 белый конь · a3 белая пешка · d3 белый ферзь · e3 белый слон · f2 белая пешка · c1 белая ладья · d1 белая ладья · g1 белый король | a8 чёрная ладья · c8 чёрный слон · d8 чёрная ладья · f8 чёрный король · g8 чёрный конь · a7 чёрный ферзь · b7 чёрная пешка · e7 чёрный слон · f7 чёрная пешка · g7 чёрная пешка · a6 чёрная пешка · e6 чёрная пешка · d5 чёрный конь · e5 белый конь · g5 белая пешка · b4 белая пешка · c4 белый слон · d4 белая пешка · e4 белый конь · a3 белая пешка · d3 белый ферзь · e3 белый слон · f2 белая пешка · c1 белая ладья · d1 белая ладья · g1 белый король | a8 чёрная ладья · c8 чёрный слон · d8 чёрная ладья · f8 чёрный король · g8 чёрный конь · a7 чёрный ферзь · b7 чёрная пешка · e7 чёрный слон · f7 чёрная пешка · g7 чёрная пешка · a6 чёрная пешка · e6 чёрная пешка · d5 чёрный конь · e5 белый конь · g5 белая пешка · b4 белая пешка · c4 белый слон · d4 белая пешка · e4 белый конь · a3 белая пешка · d3 белый ферзь · e3 белый слон · f2 белая пешка · c1 белая ладья · d1 белая ладья · g1 белый король | a8 чёрная ладья · c8 чёрный слон · d8 чёрная ладья · f8 чёрный король · g8 чёрный конь · a7 чёрный ферзь · b7 чёрная пешка · e7 чёрный слон · f7 чёрная пешка · g7 чёрная пешка · a6 чёрная пешка · e6 чёрная пешка · d5 чёрный конь · e5 белый конь · g5 белая пешка · b4 белая пешка · c4 белый слон · d4 белая пешка · e4 белый конь · a3 белая пешка · d3 белый ферзь · e3 белый слон · f2 белая пешка · c1 белая ладья · d1 белая ладья · g1 белый король | a8 чёрная ладья · c8 чёрный слон · d8 чёрная ладья · f8 чёрный король · g8 чёрный конь · a7 чёрный ферзь · b7 чёрная пешка · e7 чёрный слон · f7 чёрная пешка · g7 чёрная пешка · a6 чёрная пешка · e6 чёрная пешка · d5 чёрный конь · e5 белый конь · g5 белая пешка · b4 белая пешка · c4 белый слон · d4 белая пешка · e4 белый конь · a3 белая пешка · d3 белый ферзь · e3 белый слон · f2 белая пешка · c1 белая ладья · d1 белая ладья · g1 белый король | a8 чёрная ладья · c8 чёрный слон · d8 чёрная ладья · f8 чёрный король · g8 чёрный конь · a7 чёрный ферзь · b7 чёрная пешка · e7 чёрный слон · f7 чёрная пешка · g7 чёрная пешка · a6 чёрная пешка · e6 чёрная пешка · d5 чёрный конь · e5 белый конь · g5 белая пешка · b4 белая пешка · c4 белый слон · d4 белая пешка · e4 белый конь · a3 белая пешка · d3 белый ферзь · e3 белый слон · f2 белая пешка · c1 белая ладья · d1 белая ладья · g1 белый король | 7 |
| 6 | a8 чёрная ладья · c8 чёрный слон · d8 чёрная ладья · f8 чёрный король · g8 чёрный конь · a7 чёрный ферзь · b7 чёрная пешка · e7 чёрный слон · f7 чёрная пешка · g7 чёрная пешка · a6 чёрная пешка · e6 чёрная пешка · d5 чёрный конь · e5 белый конь · g5 белая пешка · b4 белая пешка · c4 белый слон · d4 белая пешка · e4 белый конь · a3 белая пешка · d3 белый ферзь · e3 белый слон · f2 белая пешка · c1 белая ладья · d1 белая ладья · g1 белый король | a8 чёрная ладья · c8 чёрный слон · d8 чёрная ладья · f8 чёрный король · g8 чёрный конь · a7 чёрный ферзь · b7 чёрная пешка · e7 чёрный слон · f7 чёрная пешка · g7 чёрная пешка · a6 чёрная пешка · e6 чёрная пешка · d5 чёрный конь · e5 белый конь · g5 белая пешка · b4 белая пешка · c4 белый слон · d4 белая пешка · e4 белый конь · a3 белая пешка · d3 белый ферзь · e3 белый слон · f2 белая пешка · c1 белая ладья · d1 белая ладья · g1 белый король | a8 чёрная ладья · c8 чёрный слон · d8 чёрная ладья · f8 чёрный король · g8 чёрный конь · a7 чёрный ферзь · b7 чёрная пешка · e7 чёрный слон · f7 чёрная пешка · g7 чёрная пешка · a6 чёрная пешка · e6 чёрная пешка · d5 чёрный конь · e5 белый конь · g5 белая пешка · b4 белая пешка · c4 белый слон · d4 белая пешка · e4 белый конь · a3 белая пешка · d3 белый ферзь · e3 белый слон · f2 белая пешка · c1 белая ладья · d1 белая ладья · g1 белый король | a8 чёрная ладья · c8 чёрный слон · d8 чёрная ладья · f8 чёрный король · g8 чёрный конь · a7 чёрный ферзь · b7 чёрная пешка · e7 чёрный слон · f7 чёрная пешка · g7 чёрная пешка · a6 чёрная пешка · e6 чёрная пешка · d5 чёрный конь · e5 белый конь · g5 белая пешка · b4 белая пешка · c4 белый слон · d4 белая пешка · e4 белый конь · a3 белая пешка · d3 белый ферзь · e3 белый слон · f2 белая пешка · c1 белая ладья · d1 белая ладья · g1 белый король | a8 чёрная ладья · c8 чёрный слон · d8 чёрная ладья · f8 чёрный король · g8 чёрный конь · a7 чёрный ферзь · b7 чёрная пешка · e7 чёрный слон · f7 чёрная пешка · g7 чёрная пешка · a6 чёрная пешка · e6 чёрная пешка · d5 чёрный конь · e5 белый конь · g5 белая пешка · b4 белая пешка · c4 белый слон · d4 белая пешка · e4 белый конь · a3 белая пешка · d3 белый ферзь · e3 белый слон · f2 белая пешка · c1 белая ладья · d1 белая ладья · g1 белый король | a8 чёрная ладья · c8 чёрный слон · d8 чёрная ладья · f8 чёрный король · g8 чёрный конь · a7 чёрный ферзь · b7 чёрная пешка · e7 чёрный слон · f7 чёрная пешка · g7 чёрная пешка · a6 чёрная пешка · e6 чёрная пешка · d5 чёрный конь · e5 белый конь · g5 белая пешка · b4 белая пешка · c4 белый слон · d4 белая пешка · e4 белый конь · a3 белая пешка · d3 белый ферзь · e3 белый слон · f2 белая пешка · c1 белая ладья · d1 белая ладья · g1 белый король | a8 чёрная ладья · c8 чёрный слон · d8 чёрная ладья · f8 чёрный король · g8 чёрный конь · a7 чёрный ферзь · b7 чёрная пешка · e7 чёрный слон · f7 чёрная пешка · g7 чёрная пешка · a6 чёрная пешка · e6 чёрная пешка · d5 чёрный конь · e5 белый конь · g5 белая пешка · b4 белая пешка · c4 белый слон · d4 белая пешка · e4 белый конь · a3 белая пешка · d3 белый ферзь · e3 белый слон · f2 белая пешка · c1 белая ладья · d1 белая ладья · g1 белый король | a8 чёрная ладья · c8 чёрный слон · d8 чёрная ладья · f8 чёрный король · g8 чёрный конь · a7 чёрный ферзь · b7 чёрная пешка · e7 чёрный слон · f7 чёрная пешка · g7 чёрная пешка · a6 чёрная пешка · e6 чёрная пешка · d5 чёрный конь · e5 белый конь · g5 белая пешка · b4 белая пешка · c4 белый слон · d4 белая пешка · e4 белый конь · a3 белая пешка · d3 белый ферзь · e3 белый слон · f2 белая пешка · c1 белая ладья · d1 белая ладья · g1 белый король | 6 |
| 5 | a8 чёрная ладья · c8 чёрный слон · d8 чёрная ладья · f8 чёрный король · g8 чёрный конь · a7 чёрный ферзь · b7 чёрная пешка · e7 чёрный слон · f7 чёрная пешка · g7 чёрная пешка · a6 чёрная пешка · e6 чёрная пешка · d5 чёрный конь · e5 белый конь · g5 белая пешка · b4 белая пешка · c4 белый слон · d4 белая пешка · e4 белый конь · a3 белая пешка · d3 белый ферзь · e3 белый слон · f2 белая пешка · c1 белая ладья · d1 белая ладья · g1 белый король | a8 чёрная ладья · c8 чёрный слон · d8 чёрная ладья · f8 чёрный король · g8 чёрный конь · a7 чёрный ферзь · b7 чёрная пешка · e7 чёрный слон · f7 чёрная пешка · g7 чёрная пешка · a6 чёрная пешка · e6 чёрная пешка · d5 чёрный конь · e5 белый конь · g5 белая пешка · b4 белая пешка · c4 белый слон · d4 белая пешка · e4 белый конь · a3 белая пешка · d3 белый ферзь · e3 белый слон · f2 белая пешка · c1 белая ладья · d1 белая ладья · g1 белый король | a8 чёрная ладья · c8 чёрный слон · d8 чёрная ладья · f8 чёрный король · g8 чёрный конь · a7 чёрный ферзь · b7 чёрная пешка · e7 чёрный слон · f7 чёрная пешка · g7 чёрная пешка · a6 чёрная пешка · e6 чёрная пешка · d5 чёрный конь · e5 белый конь · g5 белая пешка · b4 белая пешка · c4 белый слон · d4 белая пешка · e4 белый конь · a3 белая пешка · d3 белый ферзь · e3 белый слон · f2 белая пешка · c1 белая ладья · d1 белая ладья · g1 белый король | a8 чёрная ладья · c8 чёрный слон · d8 чёрная ладья · f8 чёрный король · g8 чёрный конь · a7 чёрный ферзь · b7 чёрная пешка · e7 чёрный слон · f7 чёрная пешка · g7 чёрная пешка · a6 чёрная пешка · e6 чёрная пешка · d5 чёрный конь · e5 белый конь · g5 белая пешка · b4 белая пешка · c4 белый слон · d4 белая пешка · e4 белый конь · a3 белая пешка · d3 белый ферзь · e3 белый слон · f2 белая пешка · c1 белая ладья · d1 белая ладья · g1 белый король | a8 чёрная ладья · c8 чёрный слон · d8 чёрная ладья · f8 чёрный король · g8 чёрный конь · a7 чёрный ферзь · b7 чёрная пешка · e7 чёрный слон · f7 чёрная пешка · g7 чёрная пешка · a6 чёрная пешка · e6 чёрная пешка · d5 чёрный конь · e5 белый конь · g5 белая пешка · b4 белая пешка · c4 белый слон · d4 белая пешка · e4 белый конь · a3 белая пешка · d3 белый ферзь · e3 белый слон · f2 белая пешка · c1 белая ладья · d1 белая ладья · g1 белый король | a8 чёрная ладья · c8 чёрный слон · d8 чёрная ладья · f8 чёрный король · g8 чёрный конь · a7 чёрный ферзь · b7 чёрная пешка · e7 чёрный слон · f7 чёрная пешка · g7 чёрная пешка · a6 чёрная пешка · e6 чёрная пешка · d5 чёрный конь · e5 белый конь · g5 белая пешка · b4 белая пешка · c4 белый слон · d4 белая пешка · e4 белый конь · a3 белая пешка · d3 белый ферзь · e3 белый слон · f2 белая пешка · c1 белая ладья · d1 белая ладья · g1 белый король | a8 чёрная ладья · c8 чёрный слон · d8 чёрная ладья · f8 чёрный король · g8 чёрный конь · a7 чёрный ферзь · b7 чёрная пешка · e7 чёрный слон · f7 чёрная пешка · g7 чёрная пешка · a6 чёрная пешка · e6 чёрная пешка · d5 чёрный конь · e5 белый конь · g5 белая пешка · b4 белая пешка · c4 белый слон · d4 белая пешка · e4 белый конь · a3 белая пешка · d3 белый ферзь · e3 белый слон · f2 белая пешка · c1 белая ладья · d1 белая ладья · g1 белый король | a8 чёрная ладья · c8 чёрный слон · d8 чёрная ладья · f8 чёрный король · g8 чёрный конь · a7 чёрный ферзь · b7 чёрная пешка · e7 чёрный слон · f7 чёрная пешка · g7 чёрная пешка · a6 чёрная пешка · e6 чёрная пешка · d5 чёрный конь · e5 белый конь · g5 белая пешка · b4 белая пешка · c4 белый слон · d4 белая пешка · e4 белый конь · a3 белая пешка · d3 белый ферзь · e3 белый слон · f2 белая пешка · c1 белая ладья · d1 белая ладья · g1 белый король | 5 |
| 4 | a8 чёрная ладья · c8 чёрный слон · d8 чёрная ладья · f8 чёрный король · g8 чёрный конь · a7 чёрный ферзь · b7 чёрная пешка · e7 чёрный слон · f7 чёрная пешка · g7 чёрная пешка · a6 чёрная пешка · e6 чёрная пешка · d5 чёрный конь · e5 белый конь · g5 белая пешка · b4 белая пешка · c4 белый слон · d4 белая пешка · e4 белый конь · a3 белая пешка · d3 белый ферзь · e3 белый слон · f2 белая пешка · c1 белая ладья · d1 белая ладья · g1 белый король | a8 чёрная ладья · c8 чёрный слон · d8 чёрная ладья · f8 чёрный король · g8 чёрный конь · a7 чёрный ферзь · b7 чёрная пешка · e7 чёрный слон · f7 чёрная пешка · g7 чёрная пешка · a6 чёрная пешка · e6 чёрная пешка · d5 чёрный конь · e5 белый конь · g5 белая пешка · b4 белая пешка · c4 белый слон · d4 белая пешка · e4 белый конь · a3 белая пешка · d3 белый ферзь · e3 белый слон · f2 белая пешка · c1 белая ладья · d1 белая ладья · g1 белый король | a8 чёрная ладья · c8 чёрный слон · d8 чёрная ладья · f8 чёрный король · g8 чёрный конь · a7 чёрный ферзь · b7 чёрная пешка · e7 чёрный слон · f7 чёрная пешка · g7 чёрная пешка · a6 чёрная пешка · e6 чёрная пешка · d5 чёрный конь · e5 белый конь · g5 белая пешка · b4 белая пешка · c4 белый слон · d4 белая пешка · e4 белый конь · a3 белая пешка · d3 белый ферзь · e3 белый слон · f2 белая пешка · c1 белая ладья · d1 белая ладья · g1 белый король | a8 чёрная ладья · c8 чёрный слон · d8 чёрная ладья · f8 чёрный король · g8 чёрный конь · a7 чёрный ферзь · b7 чёрная пешка · e7 чёрный слон · f7 чёрная пешка · g7 чёрная пешка · a6 чёрная пешка · e6 чёрная пешка · d5 чёрный конь · e5 белый конь · g5 белая пешка · b4 белая пешка · c4 белый слон · d4 белая пешка · e4 белый конь · a3 белая пешка · d3 белый ферзь · e3 белый слон · f2 белая пешка · c1 белая ладья · d1 белая ладья · g1 белый король | a8 чёрная ладья · c8 чёрный слон · d8 чёрная ладья · f8 чёрный король · g8 чёрный конь · a7 чёрный ферзь · b7 чёрная пешка · e7 чёрный слон · f7 чёрная пешка · g7 чёрная пешка · a6 чёрная пешка · e6 чёрная пешка · d5 чёрный конь · e5 белый конь · g5 белая пешка · b4 белая пешка · c4 белый слон · d4 белая пешка · e4 белый конь · a3 белая пешка · d3 белый ферзь · e3 белый слон · f2 белая пешка · c1 белая ладья · d1 белая ладья · g1 белый король | a8 чёрная ладья · c8 чёрный слон · d8 чёрная ладья · f8 чёрный король · g8 чёрный конь · a7 чёрный ферзь · b7 чёрная пешка · e7 чёрный слон · f7 чёрная пешка · g7 чёрная пешка · a6 чёрная пешка · e6 чёрная пешка · d5 чёрный конь · e5 белый конь · g5 белая пешка · b4 белая пешка · c4 белый слон · d4 белая пешка · e4 белый конь · a3 белая пешка · d3 белый ферзь · e3 белый слон · f2 белая пешка · c1 белая ладья · d1 белая ладья · g1 белый король | a8 чёрная ладья · c8 чёрный слон · d8 чёрная ладья · f8 чёрный король · g8 чёрный конь · a7 чёрный ферзь · b7 чёрная пешка · e7 чёрный слон · f7 чёрная пешка · g7 чёрная пешка · a6 чёрная пешка · e6 чёрная пешка · d5 чёрный конь · e5 белый конь · g5 белая пешка · b4 белая пешка · c4 белый слон · d4 белая пешка · e4 белый конь · a3 белая пешка · d3 белый ферзь · e3 белый слон · f2 белая пешка · c1 белая ладья · d1 белая ладья · g1 белый король | a8 чёрная ладья · c8 чёрный слон · d8 чёрная ладья · f8 чёрный король · g8 чёрный конь · a7 чёрный ферзь · b7 чёрная пешка · e7 чёрный слон · f7 чёрная пешка · g7 чёрная пешка · a6 чёрная пешка · e6 чёрная пешка · d5 чёрный конь · e5 белый конь · g5 белая пешка · b4 белая пешка · c4 белый слон · d4 белая пешка · e4 белый конь · a3 белая пешка · d3 белый ферзь · e3 белый слон · f2 белая пешка · c1 белая ладья · d1 белая ладья · g1 белый король | 4 |
| 3 | a8 чёрная ладья · c8 чёрный слон · d8 чёрная ладья · f8 чёрный король · g8 чёрный конь · a7 чёрный ферзь · b7 чёрная пешка · e7 чёрный слон · f7 чёрная пешка · g7 чёрная пешка · a6 чёрная пешка · e6 чёрная пешка · d5 чёрный конь · e5 белый конь · g5 белая пешка · b4 белая пешка · c4 белый слон · d4 белая пешка · e4 белый конь · a3 белая пешка · d3 белый ферзь · e3 белый слон · f2 белая пешка · c1 белая ладья · d1 белая ладья · g1 белый король | a8 чёрная ладья · c8 чёрный слон · d8 чёрная ладья · f8 чёрный король · g8 чёрный конь · a7 чёрный ферзь · b7 чёрная пешка · e7 чёрный слон · f7 чёрная пешка · g7 чёрная пешка · a6 чёрная пешка · e6 чёрная пешка · d5 чёрный конь · e5 белый конь · g5 белая пешка · b4 белая пешка · c4 белый слон · d4 белая пешка · e4 белый конь · a3 белая пешка · d3 белый ферзь · e3 белый слон · f2 белая пешка · c1 белая ладья · d1 белая ладья · g1 белый король | a8 чёрная ладья · c8 чёрный слон · d8 чёрная ладья · f8 чёрный король · g8 чёрный конь · a7 чёрный ферзь · b7 чёрная пешка · e7 чёрный слон · f7 чёрная пешка · g7 чёрная пешка · a6 чёрная пешка · e6 чёрная пешка · d5 чёрный конь · e5 белый конь · g5 белая пешка · b4 белая пешка · c4 белый слон · d4 белая пешка · e4 белый конь · a3 белая пешка · d3 белый ферзь · e3 белый слон · f2 белая пешка · c1 белая ладья · d1 белая ладья · g1 белый король | a8 чёрная ладья · c8 чёрный слон · d8 чёрная ладья · f8 чёрный король · g8 чёрный конь · a7 чёрный ферзь · b7 чёрная пешка · e7 чёрный слон · f7 чёрная пешка · g7 чёрная пешка · a6 чёрная пешка · e6 чёрная пешка · d5 чёрный конь · e5 белый конь · g5 белая пешка · b4 белая пешка · c4 белый слон · d4 белая пешка · e4 белый конь · a3 белая пешка · d3 белый ферзь · e3 белый слон · f2 белая пешка · c1 белая ладья · d1 белая ладья · g1 белый король | a8 чёрная ладья · c8 чёрный слон · d8 чёрная ладья · f8 чёрный король · g8 чёрный конь · a7 чёрный ферзь · b7 чёрная пешка · e7 чёрный слон · f7 чёрная пешка · g7 чёрная пешка · a6 чёрная пешка · e6 чёрная пешка · d5 чёрный конь · e5 белый конь · g5 белая пешка · b4 белая пешка · c4 белый слон · d4 белая пешка · e4 белый конь · a3 белая пешка · d3 белый ферзь · e3 белый слон · f2 белая пешка · c1 белая ладья · d1 белая ладья · g1 белый король | a8 чёрная ладья · c8 чёрный слон · d8 чёрная ладья · f8 чёрный король · g8 чёрный конь · a7 чёрный ферзь · b7 чёрная пешка · e7 чёрный слон · f7 чёрная пешка · g7 чёрная пешка · a6 чёрная пешка · e6 чёрная пешка · d5 чёрный конь · e5 белый конь · g5 белая пешка · b4 белая пешка · c4 белый слон · d4 белая пешка · e4 белый конь · a3 белая пешка · d3 белый ферзь · e3 белый слон · f2 белая пешка · c1 белая ладья · d1 белая ладья · g1 белый король | a8 чёрная ладья · c8 чёрный слон · d8 чёрная ладья · f8 чёрный король · g8 чёрный конь · a7 чёрный ферзь · b7 чёрная пешка · e7 чёрный слон · f7 чёрная пешка · g7 чёрная пешка · a6 чёрная пешка · e6 чёрная пешка · d5 чёрный конь · e5 белый конь · g5 белая пешка · b4 белая пешка · c4 белый слон · d4 белая пешка · e4 белый конь · a3 белая пешка · d3 белый ферзь · e3 белый слон · f2 белая пешка · c1 белая ладья · d1 белая ладья · g1 белый король | a8 чёрная ладья · c8 чёрный слон · d8 чёрная ладья · f8 чёрный король · g8 чёрный конь · a7 чёрный ферзь · b7 чёрная пешка · e7 чёрный слон · f7 чёрная пешка · g7 чёрная пешка · a6 чёрная пешка · e6 чёрная пешка · d5 чёрный конь · e5 белый конь · g5 белая пешка · b4 белая пешка · c4 белый слон · d4 белая пешка · e4 белый конь · a3 белая пешка · d3 белый ферзь · e3 белый слон · f2 белая пешка · c1 белая ладья · d1 белая ладья · g1 белый король | 3 |
| 2 | a8 чёрная ладья · c8 чёрный слон · d8 чёрная ладья · f8 чёрный король · g8 чёрный конь · a7 чёрный ферзь · b7 чёрная пешка · e7 чёрный слон · f7 чёрная пешка · g7 чёрная пешка · a6 чёрная пешка · e6 чёрная пешка · d5 чёрный конь · e5 белый конь · g5 белая пешка · b4 белая пешка · c4 белый слон · d4 белая пешка · e4 белый конь · a3 белая пешка · d3 белый ферзь · e3 белый слон · f2 белая пешка · c1 белая ладья · d1 белая ладья · g1 белый король | a8 чёрная ладья · c8 чёрный слон · d8 чёрная ладья · f8 чёрный король · g8 чёрный конь · a7 чёрный ферзь · b7 чёрная пешка · e7 чёрный слон · f7 чёрная пешка · g7 чёрная пешка · a6 чёрная пешка · e6 чёрная пешка · d5 чёрный конь · e5 белый конь · g5 белая пешка · b4 белая пешка · c4 белый слон · d4 белая пешка · e4 белый конь · a3 белая пешка · d3 белый ферзь · e3 белый слон · f2 белая пешка · c1 белая ладья · d1 белая ладья · g1 белый король | a8 чёрная ладья · c8 чёрный слон · d8 чёрная ладья · f8 чёрный король · g8 чёрный конь · a7 чёрный ферзь · b7 чёрная пешка · e7 чёрный слон · f7 чёрная пешка · g7 чёрная пешка · a6 чёрная пешка · e6 чёрная пешка · d5 чёрный конь · e5 белый конь · g5 белая пешка · b4 белая пешка · c4 белый слон · d4 белая пешка · e4 белый конь · a3 белая пешка · d3 белый ферзь · e3 белый слон · f2 белая пешка · c1 белая ладья · d1 белая ладья · g1 белый король | a8 чёрная ладья · c8 чёрный слон · d8 чёрная ладья · f8 чёрный король · g8 чёрный конь · a7 чёрный ферзь · b7 чёрная пешка · e7 чёрный слон · f7 чёрная пешка · g7 чёрная пешка · a6 чёрная пешка · e6 чёрная пешка · d5 чёрный конь · e5 белый конь · g5 белая пешка · b4 белая пешка · c4 белый слон · d4 белая пешка · e4 белый конь · a3 белая пешка · d3 белый ферзь · e3 белый слон · f2 белая пешка · c1 белая ладья · d1 белая ладья · g1 белый король | a8 чёрная ладья · c8 чёрный слон · d8 чёрная ладья · f8 чёрный король · g8 чёрный конь · a7 чёрный ферзь · b7 чёрная пешка · e7 чёрный слон · f7 чёрная пешка · g7 чёрная пешка · a6 чёрная пешка · e6 чёрная пешка · d5 чёрный конь · e5 белый конь · g5 белая пешка · b4 белая пешка · c4 белый слон · d4 белая пешка · e4 белый конь · a3 белая пешка · d3 белый ферзь · e3 белый слон · f2 белая пешка · c1 белая ладья · d1 белая ладья · g1 белый король | a8 чёрная ладья · c8 чёрный слон · d8 чёрная ладья · f8 чёрный король · g8 чёрный конь · a7 чёрный ферзь · b7 чёрная пешка · e7 чёрный слон · f7 чёрная пешка · g7 чёрная пешка · a6 чёрная пешка · e6 чёрная пешка · d5 чёрный конь · e5 белый конь · g5 белая пешка · b4 белая пешка · c4 белый слон · d4 белая пешка · e4 белый конь · a3 белая пешка · d3 белый ферзь · e3 белый слон · f2 белая пешка · c1 белая ладья · d1 белая ладья · g1 белый король | a8 чёрная ладья · c8 чёрный слон · d8 чёрная ладья · f8 чёрный король · g8 чёрный конь · a7 чёрный ферзь · b7 чёрная пешка · e7 чёрный слон · f7 чёрная пешка · g7 чёрная пешка · a6 чёрная пешка · e6 чёрная пешка · d5 чёрный конь · e5 белый конь · g5 белая пешка · b4 белая пешка · c4 белый слон · d4 белая пешка · e4 белый конь · a3 белая пешка · d3 белый ферзь · e3 белый слон · f2 белая пешка · c1 белая ладья · d1 белая ладья · g1 белый король | a8 чёрная ладья · c8 чёрный слон · d8 чёрная ладья · f8 чёрный король · g8 чёрный конь · a7 чёрный ферзь · b7 чёрная пешка · e7 чёрный слон · f7 чёрная пешка · g7 чёрная пешка · a6 чёрная пешка · e6 чёрная пешка · d5 чёрный конь · e5 белый конь · g5 белая пешка · b4 белая пешка · c4 белый слон · d4 белая пешка · e4 белый конь · a3 белая пешка · d3 белый ферзь · e3 белый слон · f2 белая пешка · c1 белая ладья · d1 белая ладья · g1 белый король | 2 |
| 1 | a8 чёрная ладья · c8 чёрный слон · d8 чёрная ладья · f8 чёрный король · g8 чёрный конь · a7 чёрный ферзь · b7 чёрная пешка · e7 чёрный слон · f7 чёрная пешка · g7 чёрная пешка · a6 чёрная пешка · e6 чёрная пешка · d5 чёрный конь · e5 белый конь · g5 белая пешка · b4 белая пешка · c4 белый слон · d4 белая пешка · e4 белый конь · a3 белая пешка · d3 белый ферзь · e3 белый слон · f2 белая пешка · c1 белая ладья · d1 белая ладья · g1 белый король | a8 чёрная ладья · c8 чёрный слон · d8 чёрная ладья · f8 чёрный король · g8 чёрный конь · a7 чёрный ферзь · b7 чёрная пешка · e7 чёрный слон · f7 чёрная пешка · g7 чёрная пешка · a6 чёрная пешка · e6 чёрная пешка · d5 чёрный конь · e5 белый конь · g5 белая пешка · b4 белая пешка · c4 белый слон · d4 белая пешка · e4 белый конь · a3 белая пешка · d3 белый ферзь · e3 белый слон · f2 белая пешка · c1 белая ладья · d1 белая ладья · g1 белый король | a8 чёрная ладья · c8 чёрный слон · d8 чёрная ладья · f8 чёрный король · g8 чёрный конь · a7 чёрный ферзь · b7 чёрная пешка · e7 чёрный слон · f7 чёрная пешка · g7 чёрная пешка · a6 чёрная пешка · e6 чёрная пешка · d5 чёрный конь · e5 белый конь · g5 белая пешка · b4 белая пешка · c4 белый слон · d4 белая пешка · e4 белый конь · a3 белая пешка · d3 белый ферзь · e3 белый слон · f2 белая пешка · c1 белая ладья · d1 белая ладья · g1 белый король | a8 чёрная ладья · c8 чёрный слон · d8 чёрная ладья · f8 чёрный король · g8 чёрный конь · a7 чёрный ферзь · b7 чёрная пешка · e7 чёрный слон · f7 чёрная пешка · g7 чёрная пешка · a6 чёрная пешка · e6 чёрная пешка · d5 чёрный конь · e5 белый конь · g5 белая пешка · b4 белая пешка · c4 белый слон · d4 белая пешка · e4 белый конь · a3 белая пешка · d3 белый ферзь · e3 белый слон · f2 белая пешка · c1 белая ладья · d1 белая ладья · g1 белый король | a8 чёрная ладья · c8 чёрный слон · d8 чёрная ладья · f8 чёрный король · g8 чёрный конь · a7 чёрный ферзь · b7 чёрная пешка · e7 чёрный слон · f7 чёрная пешка · g7 чёрная пешка · a6 чёрная пешка · e6 чёрная пешка · d5 чёрный конь · e5 белый конь · g5 белая пешка · b4 белая пешка · c4 белый слон · d4 белая пешка · e4 белый конь · a3 белая пешка · d3 белый ферзь · e3 белый слон · f2 белая пешка · c1 белая ладья · d1 белая ладья · g1 белый король | a8 чёрная ладья · c8 чёрный слон · d8 чёрная ладья · f8 чёрный король · g8 чёрный конь · a7 чёрный ферзь · b7 чёрная пешка · e7 чёрный слон · f7 чёрная пешка · g7 чёрная пешка · a6 чёрная пешка · e6 чёрная пешка · d5 чёрный конь · e5 белый конь · g5 белая пешка · b4 белая пешка · c4 белый слон · d4 белая пешка · e4 белый конь · a3 белая пешка · d3 белый ферзь · e3 белый слон · f2 белая пешка · c1 белая ладья · d1 белая ладья · g1 белый король | a8 чёрная ладья · c8 чёрный слон · d8 чёрная ладья · f8 чёрный король · g8 чёрный конь · a7 чёрный ферзь · b7 чёрная пешка · e7 чёрный слон · f7 чёрная пешка · g7 чёрная пешка · a6 чёрная пешка · e6 чёрная пешка · d5 чёрный конь · e5 белый конь · g5 белая пешка · b4 белая пешка · c4 белый слон · d4 белая пешка · e4 белый конь · a3 белая пешка · d3 белый ферзь · e3 белый слон · f2 белая пешка · c1 белая ладья · d1 белая ладья · g1 белый король | a8 чёрная ладья · c8 чёрный слон · d8 чёрная ладья · f8 чёрный король · g8 чёрный конь · a7 чёрный ферзь · b7 чёрная пешка · e7 чёрный слон · f7 чёрная пешка · g7 чёрная пешка · a6 чёрная пешка · e6 чёрная пешка · d5 чёрный конь · e5 белый конь · g5 белая пешка · b4 белая пешка · c4 белый слон · d4 белая пешка · e4 белый конь · a3 белая пешка · d3 белый ферзь · e3 белый слон · f2 белая пешка · c1 белая ладья · d1 белая ладья · g1 белый король | 1 |
|   | a | b | c | d | e | f | g | h |   |